# Lucas Moraes
Lucas Moraes (São Paulo, 12 de dezembro de 1989) é um piloto brasileiro especializado na modalidade Rally que atualmente compete com a equipe oficial Toyota Gazoo Racing. É bicampeão da Mitsubishi Cup (2013, 2015) e tricampeão brasileiro de Rally Cross-Country (2013, 2014 e 2018).
Em 2023, ele se tornou o primeiro brasileiro a subir ao pódio do importante Rally Dakar. No ano seguinte, garantiu a primeira vitória do Brasil em uma especial do Dakar. Moraes também detém três vitórias no Rally dos Sertões, a competição mais relevante do cenário nacional.

## Carreira

### Início no motocross
A paixão pelas corridas veio cedo para Lucas, ainda na infância, quando começou a ter interesse principalmente pelas motos aos quatro anos de idade, quando fez sua primeira corrida. Aos 12 anos decidiu levar o esporte mais a sério e, em 2005, foi contratado pela Suzuki, iniciando oficialmente sua carreira profissional no Brasileiro de Motocross. Lucas chegou a parar de estudar para focar no esporte, sendo contratado pela Yamaha em 2006, indo competir nos Estados Unidos
Em 2008, Lucas descobriu uma lesão no quadril, realizando uma cirurgia no mesmo ano. O paulista ainda tentou competir pelas motos, mas as dores continuaram e ele desistiu das pistas em 2010, optando por retomar os estudos e concluir a faculdade.

### Voltando ao ritmo com os carros
Em 2012, ainda de forma amadora, correu pela Mitsubishi Cup como hobby, para retomar o costume e aprender a lidar com os carros. Em 2013, forma dupla com o navegador Kaíque Bentivoglio e faz o Campeonato Brasileiro de Rally com a equipe MEM Motorsports. No ano seguinte, conquista a Mitsubishi Cup na categoria principal, com 17 de 21 vitórias possíveis, se tornando o piloto mais novo a conseguir tal feito.
Porém, ainda não seria dessa vez que Lucas retomaria totalmente a vida de piloto.

### Tempo nos Estados Unidos
Em 2015, o paulista resolveu afastar o foco dos esporte de alto rendimento e se mudar para os Estados Unidos, onde ficaria por dois anos estudando. Nesse meio tempo, criou a startup "Olivia", com o objetivo de ajudar pessoas a terem uma melhor relação com o dinheiro. Em 2021, a fintech foi vendida ao Nubank.

### 2018-2020: Foco no Sertões
O ano de 2018 trouxe a primeira oportunidade de Lucas no Rally dos Sertões, competição que já era familiar ao piloto, já que seu pai, Marcos Moraes, foi dono e promotor da prova entre 1990 e 2019. O primeiro ano foi marcado pela vitória na categoria Protótipo T1 ao lado de Bentivoglio com a X Rally Team.
Em 2019, a dupla disputou a categoria Carros, a principal do rali, pela MEM Motorsports com um Ford Ranger. Ao longo de oito dias de competição, Lucas e Kaíque percorreram 4.800 km entre Mato Grosso do Sul, Mato Grosso, Goiás, Tocantins, Piauí e Ceará ao lado de cerca de 300 competidores em oito dias. A dupla garantiu o seu primeiro título ao somar 30h33min40s e vencer duas das oito etapas disputadas. Lucas se tornou o piloto mais jovem a conseguir vencer o Sertões, aos 29 anos.
Logo depois, Lucas e Kaíque também venceram o Rally Rota Sudeste, sétima etapa do Brasileiro de Rally.
Em 2020, conquistaram o quarto lugar novamente.

### 2021-2023: Bicampeonato no Sertões e feito histórico no Dakar

#### Primeiros passos fora do Brasil
2021 marcou a entrada de Lucas no cenário internacional. Naquele ano, o brasileiro disputou apenas uma etapa do Mundial de Baja em Portugal, pilotando pela primeira vez um carro Toyota e garantindo seu primeiro pódio internacional.

#### Bicampeonato no Sertões
Em 2022, Lucas retornou ao Brasil para mais uma edição do Sertões ao lado de Kaíque Bentivoglio. Dessa vez, a competição teve início em Foz do Iguaçu, no Paraná, e finalizou em Salinópolis, no Pará, após 7.202 km percorridos em 15 dias de competição e 14 especiais, sendo o maior rali do mundo naquele ano.
Lucas e Kaíque venceram 10 das 14 especiais disputadas com o carro da Toyota preparado pela MEM Motorsports. A dupla também enfrentou problemas: na 11º especial, a direção hidráulica do Toyota Hilux DKR T1+ apresentou falhas, e Lucas precisou domar o carro ao longo de 200 km. Mesmo assim, o desempenho geral foi o suficiente para garantir o bicampeonato da competição.

#### 2023: O quase "tri"
Novamente ao lado de Bentivoglio, Moraes partiu em busca do tricampeonato do Rally do Sertões, dessa vez realizado inteiramente no nordeste brasileiro, em nove dias de competição. A dupla chegou a vencer quatro especiais, mas na sétima etapa, os competidores passaram por um riacho mais fundo. A água entrou no motor do carro da Toyota, que parou de funcionar, acabando com a participação de Lucas e Kaíque na edição.

#### Estreia no Dakar e pódio inédito
No ano de 2023, Lucas Moraes, após competir uma etapa da Copa do Mundo FIA de Rally Cross-Country, na Espanha, resolveu tentar um novo desafio: o Rally Dakar, na Arábia Saudita com a Toyota Overdrive, equipe privada da montadora japonesa, ao lado do alemão Timo Gottschalk.
O brasileiro, que também se tornou atleta Red Bull, conseguiu um pódio inédito para o país na principal categoria, os Carros, ao ficar em terceiro lugar na edição vencida pelo catari Nasser Al-Attiyah. Ele também conquistou o título de novatos.
Em novembro de 2023, Moraes foi anunciado como piloto da equipe oficial da Toyota Gazoo Racing, substituindo Al-Attiyah.

### 2024-presente: Consolidação no off-road internacional

#### Dakar e Mundial de Rally-Raid
Disposto a mostrar que o resultado na edição 2023 do Dakar não foi apenas sorte de principiante, Lucas Moraes foi para a etapa de 2024, também na Arábia Saudita, ao lado do navegador espanhol Armand Monléon. No terceiro dia de competição, a dupla conquistou uma vitória inédita em especiais para o Brasil.
No quinto dia, o carro de Lucas e Armand tombou nas areias do deserto. Os competidores foram ajudados pelos brasileiros Marcos Baumgart e Klever Cincea, e retomaram a prova. Lucas, que chegou a passar mal depois do acidente, conseguiu terminar a especial em 51º. Nos próximos dias, o piloto conseguiu finalizar duas etapas no top-4 e continuava em busca do terceiro lugar no pódio geral. Uma quebra na suspensão no penúltimo dia de competição acabou impedindo a repetição do feito.
Mas, a experiência no segundo Dakar foi apenas o início de um ano agitado para o brasileiro: ele entrou na disputa do Mundial de Rally-Raid, que teve etapas em Abu Dhabi, Portugal, Argentina e Marrocos. Lucas conquistou cinco vitórias em especiais ao longo do ano e enfrentou situações inusitadas, como um incêndio no carro, que o tirou da disputa da etapa em Abu Dhabi. Ele finalizou o campeonato na terceira colocação, mais um feito inédito para o Brasil no off-road internacional.

#### Tricampeonato no Sertões
A participação no Rally dos Sertões 2024, realizado em Brasília, trouxe um momento emocionante na trajetória de Lucas: na disputa do Super Prime, sessão que define a ordem de largada dos carros para o primeiro dia de competição, o paulista teve a oportunidade de fazer um confronto direto com seu pai, Marcos Moraes.
Ao lado de Kaíque Bentivoglio, Lucas venceu cinco das sete especiais disputadas - a previsão era que a competição tivesse oito etapas, mas a primeira precisou ser cancelada após a queda de uma ponte no trajeto. No último dia de competição, a dupla precisou apenas administrar a vantagem de 15 minutos que tinha sobre os adversários para conquistar o terceiro título.

## Resultados

#### Mundial de Rally-Raid 2024[22]
| Etapa                               | 1   | 2  | 3   | 4   | 5   | 6  | 7  | 8  | 9  | 10  | 11  | 12  | Pontos |
| ----------------------------------- | --- | -- | --- | --- | --- | -- | -- | -- | -- | --- | --- | --- | ------ |
| Rally Dakar (5º lugar)              | 6º  | 9º | 1º  | 11º | 51º | 4º | 2º | 7º | 7º | 12º | 45º | 11º | 23     |
| Abu Dhabi Desert Challenge (17º)    | 3º  | 4º | -   | -   | -   |    |    |    |    |     |     |     | 5      |
| BP Ultimate Challenge Portugal (3º) | 3º  | 7º | 3º  | 6º  | 1º  |    |    |    |    |     |     |     | 31     |
| Ruta 40 (5º)                        | 3º  | 1º | 4º  | 17º | 4º  |    |    |    |    |     |     |     | 27     |
| Rally do Marrocos (13º)             | 11º | 1º | 63º | 5º  | 4º  |    |    |    |    |     |     |     | 10     |